# Веребское сельское поселение
Ве́ребское сельское поселение — муниципальное образование в восточной части Брасовского района Брянской области. Центр — село Веребск.
Образовано в результате проведения муниципальной реформы в 2005 году путём слияния дореформенных Веребского, Турищевского и Чаянского сельсоветов.

## Население
| 2010 | 2011 | 2012 | 2013 | 2014 | 2015 | 2016 | 2017 | 2018 |
| ---- | ---- | ---- | ---- | ---- | ---- | ---- | ---- | ---- |
| 496  | ↘495 | ↘428 | ↘395 | ↘384 | ↘348 | ↘324 | ↘321 | ↘303 |
| 2019 | 2020 | 2021 |      |      |      |      |      |      |
| ↘279 | ↘265 | ↗389 |      |      |      |      |      |      |

## Населённые пункты
| №  | Населённый пункт | Тип     | Население |
| -- | ---------------- | ------- | --------- |
| 1  | Андрынки         | деревня | →0        |
| 2  | Веребск          | село    | ↘173      |
| 3  | Верхний Городец  | деревня | →0        |
| 4  | Горякина         | деревня | ↘1        |
| 5  | Дубрава          | посёлок | ↘4        |
| 6  | Лубенск          | деревня | ↘10       |
| 7  | Нижний Городец   | деревня | ↘33       |
| 8  | Сергеева         | деревня | ↘0        |
| 9  | Суслова          | село    | →0        |
| 10 | Турищево         | село    | ↗46       |
| 11 | Фоменок          | посёлок | ↘6        |
| 12 | Хитров           | посёлок | →3        |
| 13 | Хрипкова         | деревня | ↘5        |
| 14 | Чаянка           | село    | →96       |
| 15 | Чернечек         | посёлок | ↘8        |
| 16 | Шевякина         | деревня | ↘10       |
| 17 | Щепятина         | деревня | →0        |